# Gömör Béla
Gömör Béla  (Szeged, 1938. január 23. –) magyar reumatológus, író, az orvostudomány kandidátusa (1977).

## Életpályája
1962–ben szerzett általános orvosi diplomát a Szegedi Orvostudományi Egyetemen, „summa cum laude” minősítéssel. Szakvizsgát tett reumatológiából és belgyógyászatból. 1962 óta az Országos Reumatológiai és Fizioterápiás Intézetben, majd 2000-től a jogutód Budai Irgalmasrendi Kórházban dolgozik.
Tudományos minősítése „A spondylarthritis ankylopoetica epidemiológiája és genetikája” című disszertáció alapján, az orvostudomány kandidátusa (1977).
1984-től egyetemi tanár az Orvostovábbképző Egyetem, majd a HIETE, később a Semmelweis Egyetem keretében a reumatológiai és fizioterápiás tanszéken egyetemi tanár, 1984-től 2002-ig tanszékvezető. 1982 és 1987 között a Magyar Reumatológusok főtitkára, 1987-től 1996-ig elnöke.
1989–1995 között a kontinentális nemzetközi szervezet, az EULAR (Európai Reumaellenes Liga) Végrehajtó Bizottságának tagja, 1991-1993-ig az elnöke.
A MediArt (Akadémiai Kiadó) és jogelődeinek főszerkesztője. 192 közlemény 14 könyv szerzője, illetve szerkesztője, 36 könyvfejezet írója.

## Díjai, elismerései
- 1991 – Belák Sándor-emlékérem
- 1994 – Pro Sanitate emlékérme
- 1999 – Farkas Károly emlékérem
- 2004 – Bozsóky Sándor emlékérem
- 2005 – Medicina Nívódíj
- 2007 – Szent-Györgyi Albert-díj
- 2007 – Weszprémi István emlékérem
- 2008 – Schulhof Vilmos és Ödön emlékérem
- 2011 – Akadémiai Kiadó Nívódíj
- 2016 – Budapestért díj[1]
- 2023 - Magyar Érdemrend Lovagkeresztje polgári tagozata

## Elnyert pályázatok
- Széchenyi Professzori Ösztöndíj, 2000–2003
- ETT Pályázat, 2000–2002
- OTKA Pályázat, 2002–2003
- Oktatási Minisztérium Biotechnológia Pályázat, 2001–2004

## Könyvei
- Gömör B. – Bálint G.: Reumatológia (MEDICINA, Budapest, 1989)
- Benevolenszkaja L.I., Mjakotkin V.A., Ondrasik M., Gömör B.: Klinikogenetícseszkije aszpekti revmatícseszkih boleznyéje (Medicina, Moszkva, 1989)
- Bálint G., Gömör B., Hodinka L.: Rheumatology, state of the art (Elsevier, Amsterdam, 1992)
- Gömör B., Simon L., Lonovics J., Nemesánszky E.: A reumatológia és a gasztroenterológia közös területe: a nem szteroid gyulladásgátlók. Válogatott kérdések és irányelvek (Medicom, Budapest, 1995)
- Nem-szteroid gyulladásgátlók (SPRINGER, Budapest, 1997)
- A magyar reumatológia adattára és képeskönyve (GMR, Budapest, 1999)
- Gömör B., Lonovics J., Nemesánszky E., Simon L.: A nem szteroid gyulladásgátlók gasztrointesztinális mellékhatásainak megelőzése és kezelése (MGT – MRE – Medicom, Budapest, 1999)
- 50 years 25 presidents The portraits and biographies of EULAR Presidents 1947–1997 (GMR, Budapest, 1999)
- Ők huszonketten – orvosok az élsportban (GMR, Budapest, 2001)
- Reumatológia – egyetemi tankönyv (MEDICINA, Budapest, 2001)
- Kis fototéka (GMR, Budapest, 2002)
- 120 emlékérem kultúrtörténeti háttere (GMR, Budapest, 2002)
- Bäck Manci – az elfeledett szegedi fotográfusnő (GMR, Budapest, 2003)
- Szubjektíven objektív – Múlt századi interjúk I–II. (GMR, Budapest, 2003)
- Klinikai reumatológia (MEDICINA, Budapest, 2005)
- Rácz György képzőművész (GMR, Budapest, 2005)
- Kisplasztikai körkép (GMR, Budapest, 2005)
- Szemben az árral – László Károly portréja (GMR, Budapest, 2006)
- A magyar balneológia aranykora. Az egyesület első ötven éve (GMR, Budapest, 2006)
- Válogatás másfél évtized megjelent írásaiból (GMR, Budapest, 2008)
- 38-ban születtünk (GMR, Budapest, 2008)
- Tipary Dezső élete és művészete (GMR, Budapest, 2010)
- Újabb válogatás megjelent írásokból (GMR, Budapest, 2012)
- 344 köszönet a könyvajándékokért és a dedikációkért!; GMR Reklámügynökség Bt., Bp., 2013 (GMR füzetek)
- Szegedi Szűts István. Egy elfeledett emigráns művész; GMR Reklámügynökség Bt., Bp., 2014
- Csak a derű! Történetek az orvoslás köréből; GMR Reklámügynökség Bt., Bp., 2015 (GMR füzetek)
- Mesélő műtárgyak. Válogatás a gyűjteményből; GMR, Bp., 2016
- 125 éves a Magyar Balneológiai Egyesület. Az egyesület 1945–2016 közötti története; GMR Reklámügynökség, Bp., 2016
- Gömör Béla–Oláh Mihály: Gyógyfürdőzés és vízi élmények Hajdúszoboszlón; SpringMed, Bp., 2016 (SpringMed életmód könyvek)
- Reumatológia. 25 érdekes és tanulságos eset; szerk. Gömör Béla; SpringMed, Bp., 2016 (SpringMed orvosi esettanulmányok)
- Memoár helyett; GMR Reklámügynökség Bt., Bp., 2018